# سم ورثینگتون
ساموئل هنری جی "سم" ورثینگتون (به انگلیسی: Samuel Henry J. "Sam" Worthington) (زادهٔ ۲ اوت ۱۹۷۶) بازیگر انگلیسی-استرالیایی است. او بیشتر برای بازی در نقش جیک سالی در مجموعه فیلم‌های آواتار، مارکوس رایت در رستگاری نابودگر (۲۰۰۹) و پرسئوس در برخورد تایتان‌ها (۲۰۱۰) و دنباله آن خشم تایتان‌ها (۲۰۱۲) شناخته شده‌است. او نقش‌های دراماتیک‌تری را در فیلم‌های بدهی، اورست، ستیغ هک‌سا، کلبه، تعقیب و شکستگی ایفا کرده‌است. همچنین در سال ۲۰۲۲، او در مینی سریال جنایی واقعی زیر پرچم بهشت بازی کرد. در سال ۲۰۰۴، ورثینگتون بالاترین جایزه فیلم استرالیا (جوایز اکتا) را برای بازی در فیلم پشتک دریافت کرد.

## اوایل زندگی
ورثینگتون از پدر و مادری انگلیسی در گودالمینگ، ساری (انگلستان)، در جنوب شرقی انگلستان زاده شد.
او در جوانی به پرث، استرالیای غربی نقل مکان کرد. او در وارنبرو، حومه راکینگهام بزرگ شد. مادرش، جین جی. (با نام خانوادگی مارتین)، یک زن خانه‌دار، و پدرش، رونالد دبلیو ورتینگتون، کارگر نیروگاه است. او یک خواهر به نام لوسیندا دارد.
او در کالج هنرهای جان کرتین، مدرسه‌ای متخصص در هنرهای نمایشی، واقع در فریمنتل، استرالیای غربی، تحصیل کرد و در آنجا درام خواند اما فارغ‌التحصیل نشد. وقتی کالج را ترک کرد، پدرش ۴۰۰ دلار به او داد و او را به یک سفر یک‌طرفه به کایرنز، کوئینزلند فرستاد و به او گفت که «به خانه‌اش برود». او شروع به کار در ساخت و ساز و مشاغل عجیب و غریب کرد و در نهایت در سیدنی ساکن شد. در ۱۹ سالگی، در حالی که به عنوان آجرچین کار می‌کرد، برای مؤسسه ملی هنرهای دراماتیک تست داد و با بورس تحصیلی پذیرفته شد.

## زندگی خصوصی

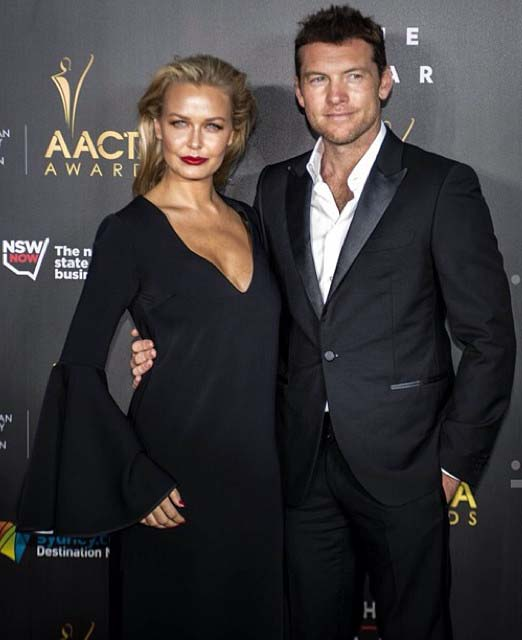
سم ورثینگتون به اتفاق همسرش

ورثینگتون گزارش داده‌است که، زمانی که حدود ۳۰ سال داشت، بیشتر دارایی خود را فروخت، با درآمد حاصل از آن یک ماشین خرید و قبل از اینکه برای آواتار تست بزند، در آن زندگی می‌کرد.
در ۱۸ اکتبر ۲۰۱۳، ورثینگتون رابطه خود را با مدل لارا ورثینگتون (با نام خانوادگی بینگل) تأیید کرد. آنها در ۲۸ دسامبر ۲۰۱۴ ازدواج کردند و صاحب سه پسر شدند: راکت زوت، متولد ۲۰۱۵؛ ریچر، متولد ۲۰۱۶؛ و ریور، متولد ۲۰۲۰.
ورثینگتون مسیحی است، و الکلی در حال بهبودی است. او می‌گوید که به دنبال افزایش محبوبیتش پس از انتشار آواتار، به‌عنوان وسیله‌ای برای مقابله با از دست دادن حریم خصوصی‌اش، شروع به نوشیدن زیاد کرد و پس از اینکه همسرش لارا به او اولتیماتوم داد، متوقف شد. او از سال ۲۰۱۴ هشیاری (اعتیاد) را دارد.

## فیلم‌شناسی
از فیلم‌ها یا بازی‌های ویدئویی که وی در آن نقش داشته‌است می‌توان به آثار زیر اشاره کرد

### فیلم
| سال  | نام                            | نقش                  | نکته                                                |
| ---- | ------------------------------ | -------------------- | --------------------------------------------------- |
| ۲۰۰۰ | چکمه‌پوش                        | مایکل اوکدن          |                                                     |
| ۲۰۰۱ | یک موضوع زندگی                 | قهرمان               | فیلم کوتاه                                          |
| ۲۰۰۲ | جنگ هارت                       | کاپیتان              |                                                     |
| ۲۰۰۲ | کارهای کثیف                    | دارکی ریان           |                                                     |
| ۲۰۰۳ | میدان گرفتن                    | باری                 |                                                     |
| ۲۰۰۴ | انزو                           |                      | فیلم کوتاه (کارگردان، نویسنده، موسیقی و فیلم‌برداری) |
| ۲۰۰۴ | پشتک                           | جویی                 |                                                     |
| ۲۰۰۴ | رعد و برق                      | رونی                 |                                                     |
| ۲۰۰۵ | تازش بزرگ                      | لوکاس                |                                                     |
| ۲۰۰۵ | فینک                           | ابی                  |                                                     |
| ۲۰۰۶ | مکبث                           | لورد مکبث            |                                                     |
| ۲۰۰۷ | تمساح                          | نل کلی               |                                                     |
| ۲۰۰۹ | رستگاری نابودگر                | مارکوس رایت          |                                                     |
| ۲۰۰۹ | آواتار                         | جیک سالی             |                                                     |
| ۲۰۱۰ | برخورد تایتان‌ها                | پرسئوس               |                                                     |
| ۲۰۱۰ | دیشب                           | مایکل رید            |                                                     |
| ۲۰۱۰ | عشق و بی‌اعتمادی                | مایلس                |                                                     |
| ۲۰۱۱ | بدهی                           | دیوید پرتز جوان      |                                                     |
| ۲۰۱۱ | قتلگاه‌های تگزاس                | کارگاه مایک سودر     |                                                     |
| ۲۰۱۲ | مردی روی لبه                   | نیک کسیدی            |                                                     |
| ۲۰۱۲ | خشم تایتان‌ها                   | پرسئوس               |                                                     |
| ۲۰۱۳ | دریفت                          | جی بی                |                                                     |
| ۲۰۱۴ | سابوتاژ                        | جیمز موری            |                                                     |
| ۲۰۱۴ | کیک                            | روی کولینز           |                                                     |
| ۲۰۱۴ | اتاق نگهداری                   | موزس                 |                                                     |
| ۲۰۱۵ | هواپیمای کاغذی                 | جک ویبر              |                                                     |
| ۲۰۱۵ | ربودن آقای هاینکن              | ویلیام هولدیر        |                                                     |
| ۲۰۱۵ | اورست                          | گای گوتر             |                                                     |
| ۲۰۱۶ | ستیغ هک‌سا                      | کاپیتان جک گلاور     |                                                     |
| ۲۰۱۷ | کلبه                           | مک فیلیپز            |                                                     |
| ۲۰۱۷ | دعاهای شکارچی                  | لوکاس                |                                                     |
| ۲۰۱۸ | تیتان                          | ریک جنسون            |                                                     |
| ۲۰۱۹ | شکستگی                         | ری مونرو             |                                                     |
| ۲۰۲۱ | آخرین پسر                      | ایزاک لمی            |                                                     |
| ۲۰۲۱ | لانسکی                         | دیوید استون          |                                                     |
| ۲۰۲۲ | ۹ گلوله                        | جک                   |                                                     |
| ۲۰۲۲ | آواتار: راه آب                 | جیک سالی             |                                                     |
| ۲۰۲۳ | شبیه‌ساز                        | کسلر                 |                                                     |
| ۲۰۲۳ | انتقال خون                     | رایان لوکان          |                                                     |
| ۲۰۲۴ | سرقت                           | هاکسلی               |                                                     |
| ۲۰۲۴ | افق: یک حماسه آمریکایی - فصل ۱ | ستوان اول ترنت گفارت |                                                     |
| ۲۰۲۴ | جن‌گیری                         | جو                   |                                                     |
| ۲۰۲۴ | افق: یک حماسه آمریکایی - فصل ۲ | ستوان اول ترنت گفارت |                                                     |
| ۲۰۲۴ | قاتل                           |                      |                                                     |
| ۲۰۲۵ | آواتار ۳                       | جیک سالی             | پس تولید                                            |
| ۲۰۲۵ | رله                            |                      | پس‌ تولید                                            |
| ۲۰۲۵ | افق: یک حماسه آمریکایی - فصل ۳ | ستوان اول ترنت گفارت | فیلمبرداری                                          |
| ۲۰۲۶ | فیوز                           |                      | فیلمبرداری                                          |
| ۲۰۲۹ | آواتار ۴                       | جیک سالی             | فیلمبرداری                                          |
| ۲۰۳۱ | آواتار ۵                       | جیک سالی             | پیش‌ تولید                                           |

### تلویزیون
| سال  | نام           | نقش           | نکته                                  |
| ---- | ------------- | ------------- | ------------------------------------- |
| ۲۰۰۰ | جاگ           | دانسمور       | اپیزود: "بومرنگ: بخش ۱"               |
| ۲۰۱۵ | مهلت گالیپولی | فیلیپ شولر    | ۴ اپیزود؛ مینی‌سریال مدیر اجرایی تولید |
| ۲۰۱۷ | تعقیب         | جیم فیتزجرالد |                                       |

## بازی ویدئویی
| سال  | نام                   | نقش        | نکته    |
| ---- | --------------------- | ---------- | ------- |
| ۲۰۱۰ | ندای وظیفه: بلک اپس   | الکس میسون | صداپیشه |
| ۲۰۱۲ | ندای وظیفه: بلک اپس ۲ | الکس میسون | صداپیشه |
| ۲۰۱۸ | ندای وظیفه: بلک آپس ۴ | الکس میسون | صداپیشه |